# Фрейлі Тауншип (округ Скайлкілл, Пенсільванія)
Фрейлі Тауншип (англ. Frailey Township) — селище (англ. township) в США, в окрузі Скайлкілл штату Пенсільванія. Населення — 418 осіб (2020).

## Демографія
Згідно з переписом 2010 року, у селищі мешкало 429 осіб у 165 домогосподарствах у складі 116 родин. Було 186 помешкань
Расовий склад населення:
| - 99,8 % — білих - 0,2 % — корінних американців |

До двох чи більше рас належало 0,0 %. Частка іспаномовних становила 0,2 % від усіх жителів.
За віковим діапазоном населення розподілялося таким чином: 24,2 % — особи молодші 18 років, 59,7 % — особи у віці 18—64 років, 16,1 % — особи у віці 65 років та старші. Медіана віку мешканця становила 39,3 року. На 100 осіб жіночої статі у селищі припадало 100,5 чоловіків;  на 100 жінок у віці від 18 років та старших — 103,1 чоловіків також старших 18 років.
Середній дохід на одне домашнє господарство  становив 49 181 долар США (медіана — 47 083), а середній дохід на одну сім'ю — 54 636 доларів (медіана — 50 208). Медіана доходів становила 39 375 доларів для чоловіків та 28 125 доларів для жінок. За межею бідності перебувало 19,3 % осіб, у тому числі 26,4 % дітей у віці до 18 років та 10,9 % осіб у віці 65 років та старших.
Цивільне працевлаштоване населення становило 200 осіб. Основні галузі зайнятості: виробництво — 23,5 %, освіта, охорона здоров'я та соціальна допомога — 20,5 %, мистецтво, розваги та відпочинок — 11,5 %, роздрібна торгівля — 9,5 %.